# Coralliophila erosa
Coralliophila erosa, tên tiếng Anh: South Seas coral shell, là một loài ốc biển, là động vật thân mềm chân bụng sống ở biển trong họ Muricidae, họ ốc gai.

## Miêu tả
Loài này có kích thước giữa 15 mm and 35 mm

## Phân bố
Chúng phân bố ở Biển Đỏ và ở Ấn Độ Dương dọc theo Aldabra, Madagascar, vùng bể Mascarene và Tanzania; ở hải vực Ấn Độ Dương-Tây Thái Bình Dương.